# Jetour X90
El Jetour X90 és un crossover de mida mitjana SUV de 5 a 7 places produït per Jetour, una marca llançada el 2018 per Chery sota el Marca Jetour (divisió de Chery Commercial Vehicle).

## Visió general
La marca Jetour es va llançar oficialment el gener de 2018 i el Jetour X90 és el tercer model de la marca. Es va llançar oficialment el gener de 2019 i, en el seu llançament, el X90 estava propulsat per un motor Turbo d'1,5 litres.

L'interior està equipat amb una pantalla de control central de 9 polzades i un instrument LCD de 12,3 polzades que són estàndard per a tots els nivells d'acabat, i els models d'acabat alt també estan equipats amb airbags laterals davanters, cortines d'aire davanteres i posteriors, sostre solar panoràmic. , seients de pell regulables elèctrics de 6 direccions de conducció principal i copilot 4 direccions, navegació GPS, xarxa de cotxes, miralls elèctrics amb calefacció i aire condicionat independent a la part posterior.

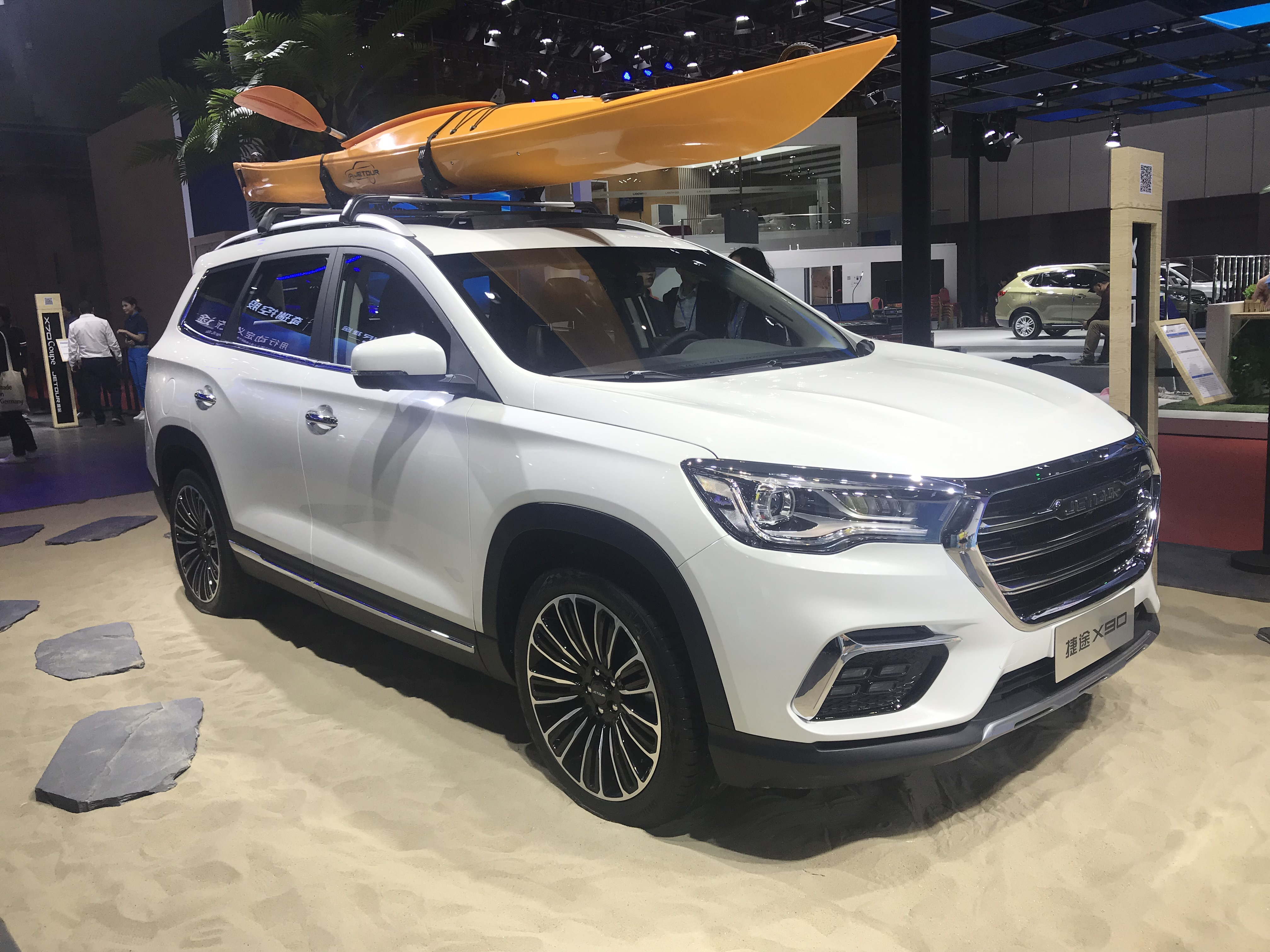
Jetour X90 davanter
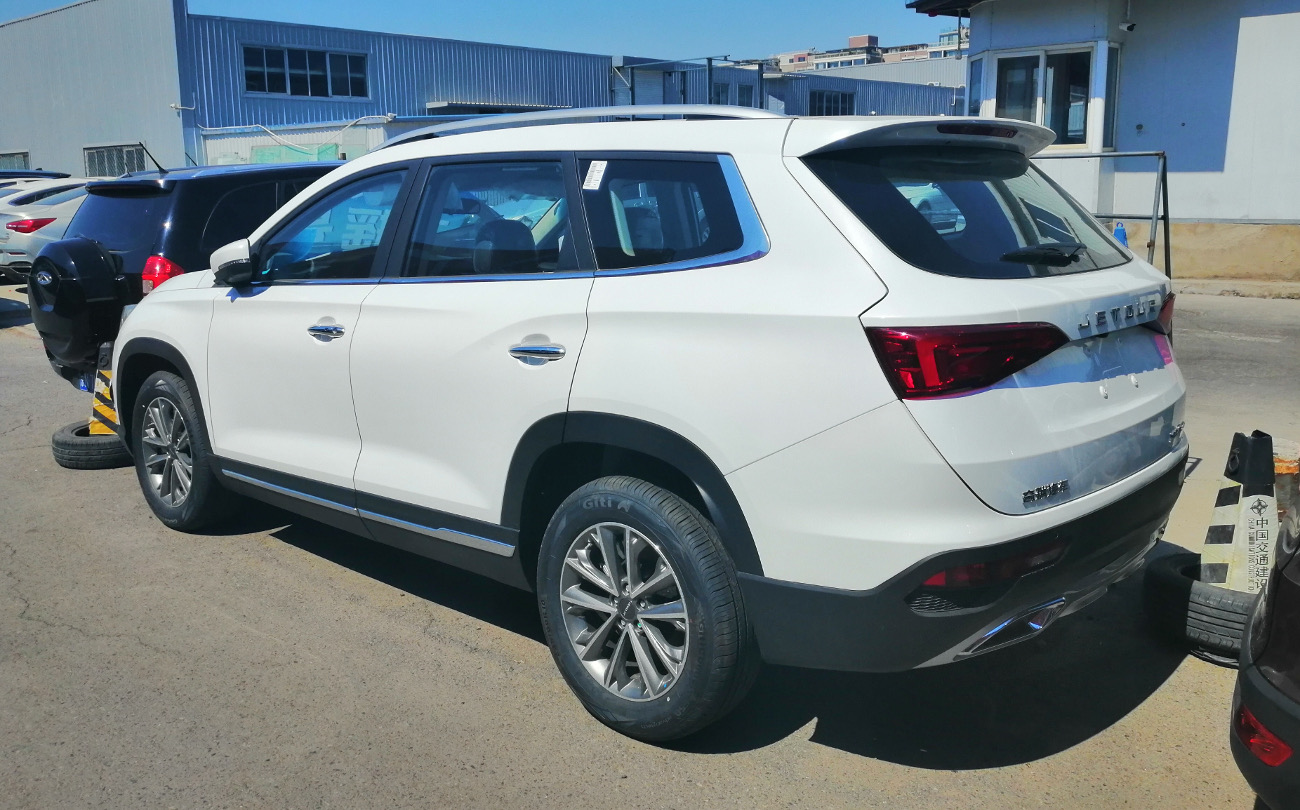
Jetour X90 posterior

### Tren motriu
El Jetour X90 està propulsat per un motor turbo de gasolina de quatre en línia d'1,5 litres al llançament, que produeix 156 cv i 230 N·m, amb opcions de transmissió que inclouen una transmissió manual de 6 velocitats o una transmissió de doble embragatge de 6 velocitats.
El 25 de setembre de 2019 es va llançar el model de motor turbo Jetour X90 de 1,6 litres. La variant turbo d'1,6 litres està disponible en un total de 4 acabats. El preu oscil·la entre els 109.900 i els 140.900 iuans (~ 15.429 dòlars - 19.781 dòlars). El motor turbo d'1,6 litres és un motor d'injecció directa en cilindres ACTECO amb el nom en clau F4J16 de Chery, amb una potència màxima de 197 cv.

## Jetour X90 Plus
Durant el Saló de l'Automòbil de Xangai 2021 es va llançar un rentat de cara més premium per a l'any model 2021 anomenat X90 Plus. El X90 Plus compta amb pantalles grans tant per als taulers de comandament com per al sistema d'infoentreteniment. Al mig de la consola hi ha un stick d'estil d'avió, un botó giratori i un control del touchpad. L'interior també inclou una plataforma per a la càrrega sense fil, connectivitat a diverses aplicacions i connexió a Internet 5G.

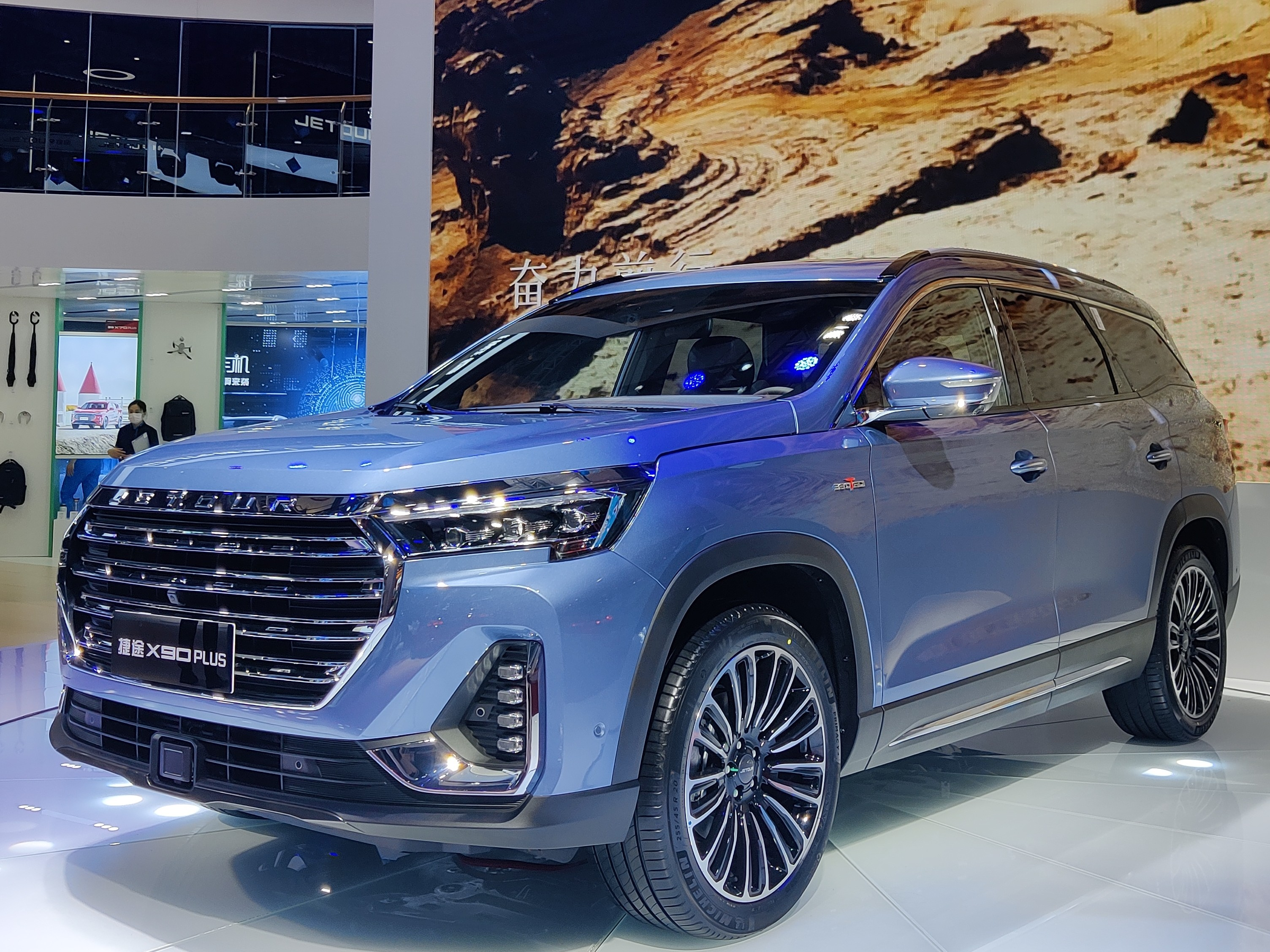
Jetour X90 Plus (front)
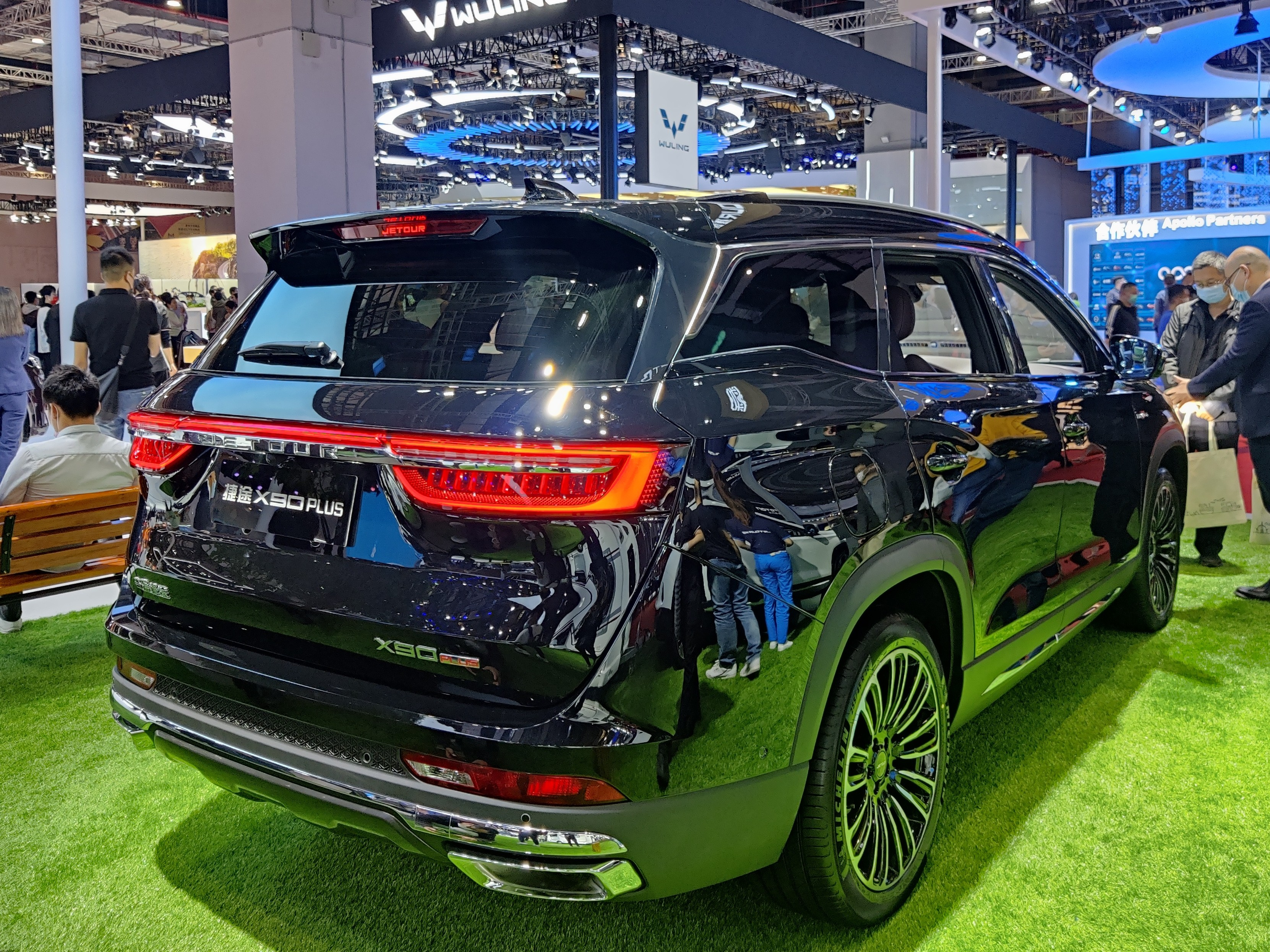
Jetour X90 Plus (rear)